# 7 de dezembro
7 de dezembro é o 341.º dia do ano no calendário gregoriano (342.º em anos bissextos). Faltam 24 dias para acabar o ano.

## Eventos históricos

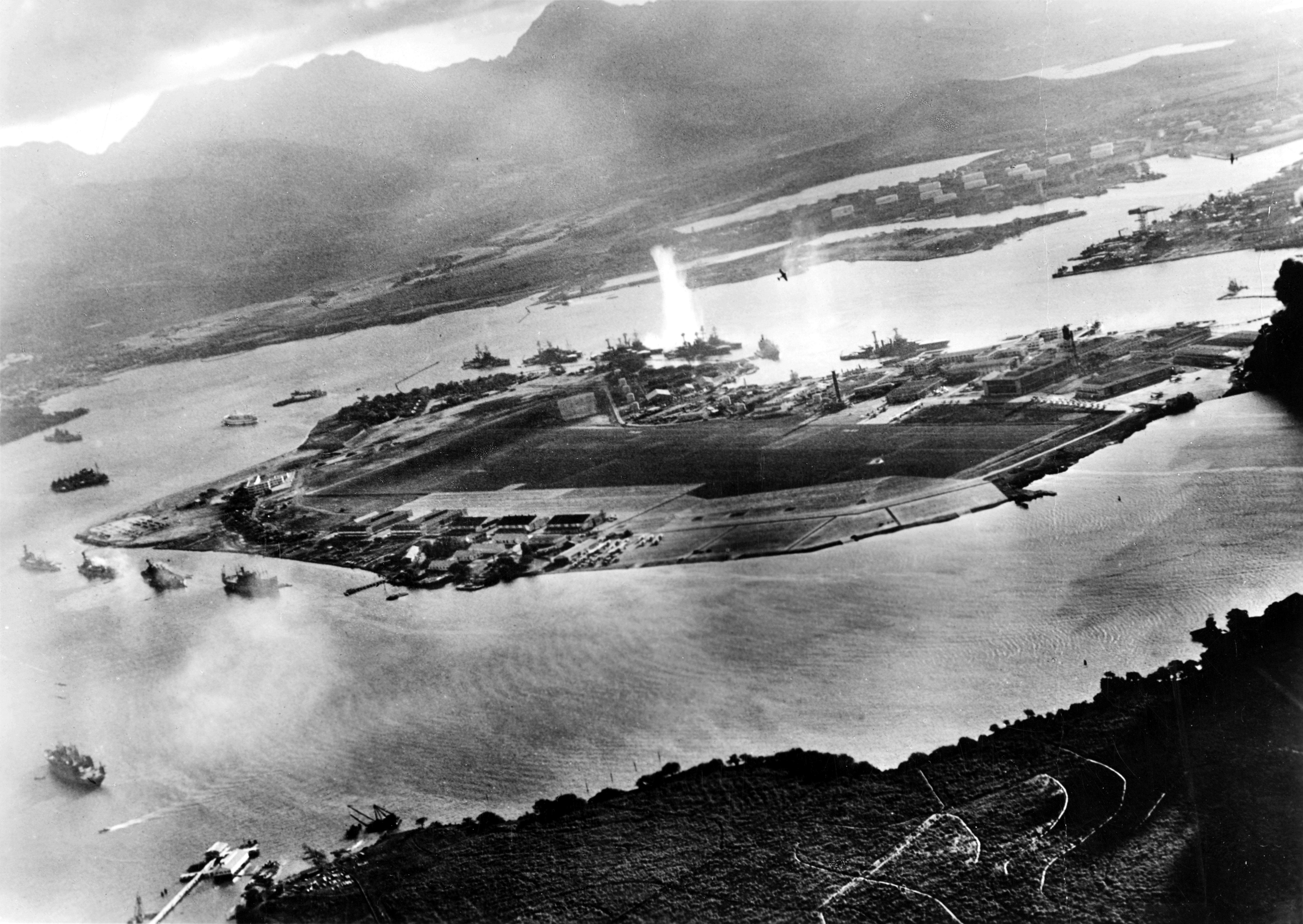
1941: Ataque a Pearl Harbor

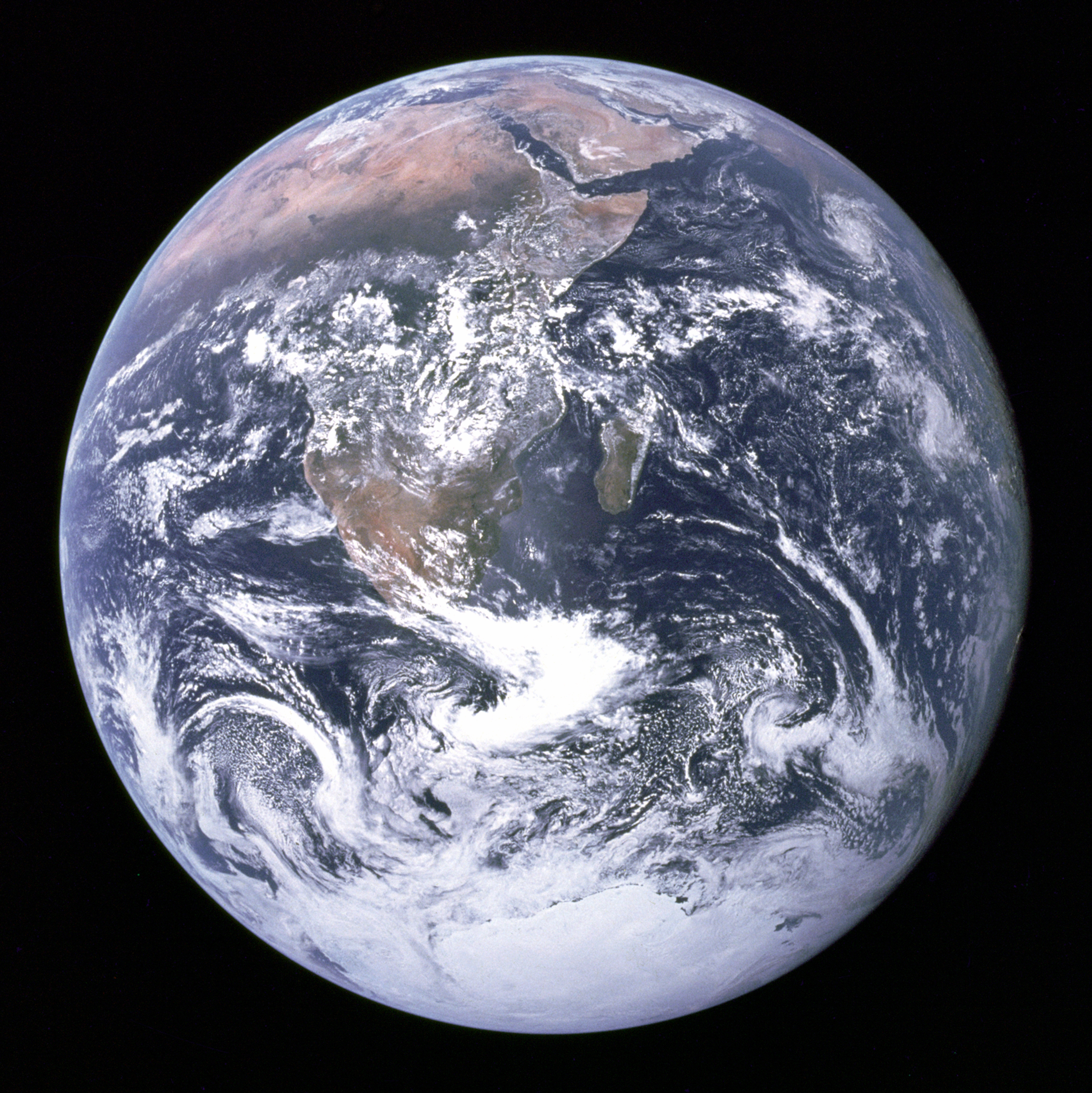
1972: The Blue Marble

- 43 a.C. — Cícero é assassinado em Fórmias por ordem de Marco Antônio.
- 0574 — O imperador bizantino Justino II se aposenta devido a ataques recorrentes de insanidade. Ele abdica do trono em favor de seu general Tibério, proclamando-o César.
- 1676 — É determinada a Velocidade da Luz pelo astrônomo dinamarquês Ole Rømer.
- 1703 — A Grande Tempestade de 1703, a maior tempestade já registrada na parte sul da Grã-Bretanha, atinge a costa e 9 000 pessoas morrem.
- 1732 — A Royal Opera House é inaugurada em Covent Garden, Londres, Inglaterra.
- 1776 — Gilbert du Motier, Marquês de Lafayette, consegue entrar no Exército Continental como major-general.
- 1842 — Primeiro concerto da Filarmônica de Nova York.
- 1858 — Franceses e espanhóis bloqueiam a Cochinchina.
- 1866 — Abertura da navegação do rio Amazonas e seus afluentes e do rio São Francisco aos navios mercantes de todas as nações.[1]
- 1917 — Os Estados Unidos entram na Primeira Guerra Mundial e declaram guerra contra o Império Austro-Húngaro.
- 1922
  - O Parlamento da Irlanda do Norte vota para permanecer parte do Reino Unido e não se unir à Irlanda do Sul.
  - É nomeado em Portugal o 37.º governo republicano, chefiado pelo presidente do Ministério António Maria da Silva.
- 1932 — Albert Einstein, físico alemão que se naturalizou suíço, recebe um visto norte-americano.
- 1940 — No Brasil o Presidente Getúlio Vargas promulga o Código Penal Brasileiro (Decreto-Lei 2 848).
- 1941 — Segunda Guerra Mundial: Ataque a Pearl Harbor: a Marinha Imperial Japonesa realiza um ataque surpresa à Frota do Pacífico dos Estados Unidos e suas forças aéreas do Exército e da Marinha em Pearl Harbor, Havaí.
- 1942 — Segunda Guerra Mundial: comandos britânicos conduzem a Operação Frankton, um ataque ao transporte marítimo no porto de Bordeaux.
- 1949 — Guerra Civil Chinesa: o Governo da República da China muda de Nanquim para Taipé, Taiwan.
- 1961 — A NASA anuncia o plano de estender o programa espacial de voos tripulados, desenvolvendo uma nave espacial para dois tripulantes (v. Projeto Gemini).
- 1962 — Príncipe Rainier III de Mônaco revisa a constituição do principado, devolvendo parte de seu poder a conselhos consultivos e legislativos.
- 1965 — Promulgada a declaração Dignitatis Humanae pelo Papa Paulo VI.
- 1966 — Ditadura militar no Brasil - Atos Institucionais: o Governo Federal edita o AI-4, convocando o Congresso Nacional para discutir e votar a nova Constituição.
- 1970 — O embaixador da Suíça no Brasil, Giovanni Enrico Bucher, é sequestrado no Rio de Janeiro.
- 1971 — O presidente do Paquistão, Yahya Khan, anuncia a formação de um governo de coalizão com Nurul Amin como primeiro-ministro e Zulfikar Ali Bhutto como vice-primeiro-ministro.
- 1972 — Lançamento da Apollo 17, a última missão lunar da Apollo. A equipe tira a fotografia conhecida como The Blue Marble quando eles saem da Terra.
- 1975 — A Indonésia invade Timor-Leste, depois da retirada das tropas portuguesas na sequência do 25 de Abril de 1974.
- 1976 — É criada a Comissão de Valores Mobiliários (CVM) do Brasil.
- 1981 — A Espanha torna-se o mais novo membro da OTAN.
- 1987
  - O Plano Piloto de Brasília é declarado Patrimônio Cultural da Humanidade pela UNESCO.
  - O voo Pacific Southwest Airlines 1771, uma aeronave British Aerospace 146, cai perto de El Paso de Robles, Califórnia, matando todas as 43 pessoas a bordo, depois que um passageiro descontente dispara contra seu ex-chefe viajando no voo, depois dispara nos pilotos e direciona o avião para o solo.
- 1988
  - O primeiro transplante simultâneo bem-sucedido de coração e pulmão em um único receptor é realizado em São Paulo, Brasil.
  - O Sismo de Espitaque na Armênia sacode a parte norte do país com uma intensidade máxima de MSK de X (devastador), matando de 25 000 a 50 000 pessoas e ferindo outras 31 000 a 130 000.
- 1990 — O Papa João Paulo II publica a encíclica Redemptoris Missio sobre a validade permanente do mandato missionário.
- 1995 — A sonda Galileo chega a Júpiter, pouco mais de seis anos depois de ter sido lançada pelo ônibus espacial Atlantis durante a missão STS-34.
- 1996 — Após 18 dias em órbita, a nave espacial Columbia retorna a Terra com sua tripulação. É o voo de maior duração na história do veículo espacial norte-americano.
- 1999 — Editado o decreto que dissolve a Rede Ferroviária Federal brasileira.
- 2002 — A primeira linha do Metro do Porto, ligando Senhor de Matosinhos à Estação da Trindade, é inaugurada pelo primeiro-ministro Durão Barroso.
- 2015 — A sonda Akatsuki da JAXA entra em órbita com sucesso em torno de Vênus cinco anos após a primeira tentativa.
- 2016
  - O Exército Sírio continua o ataque em larga escala e controla o ressurgimento (Sheikh Lutfi, Marja, Bab al-Nairab, Maadi, Al-Salhin) no leste de Alepo, apoiado pela Força Aérea Russa e milícias iranianas.
  - O voo Pakistan International Airlines 661, um voo doméstico de Chitral para Islamabade, operado pelo ATR-42-500, cai perto de Havelian, matando as 47 pessoas a bordo.
- 2022 — Uma tentativa de autogolpe no Peru, se inicia a partir da dissolução do congresso da república pelo presidente do Peru, Pedro Castillo.
- 2024 — A Catedral de Notre Dame, em Paris, é reaberta ao público totalmente restaurada após um incêndio devastador em 2019.

## Nascimentos

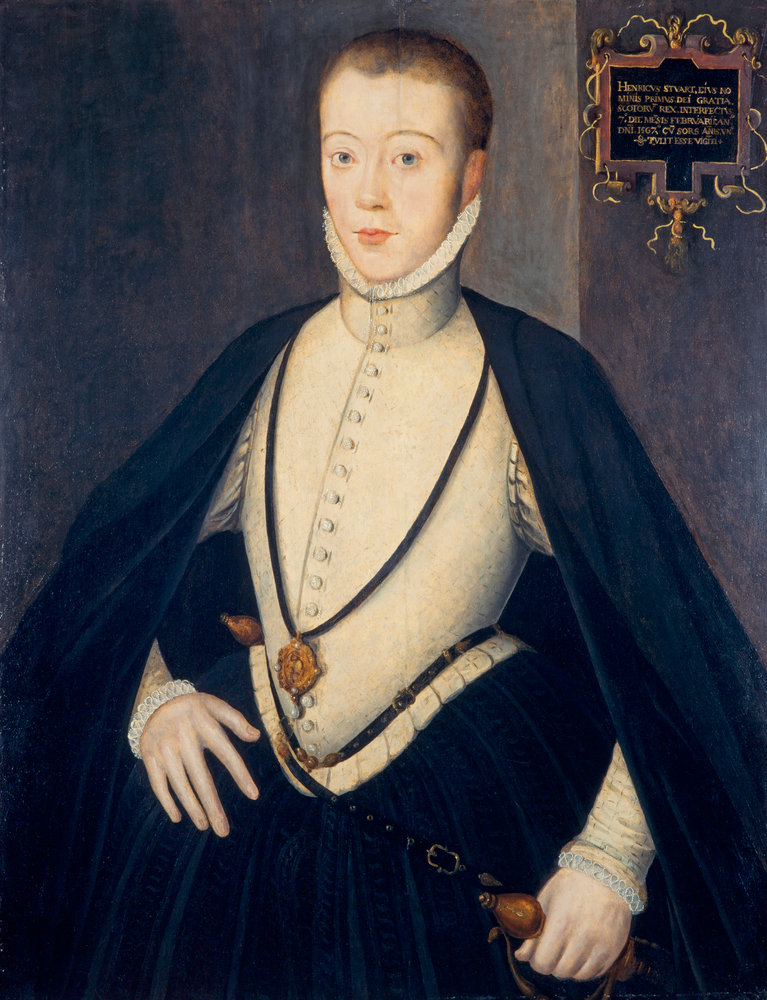
Henrique Stuart, Lorde Darnley

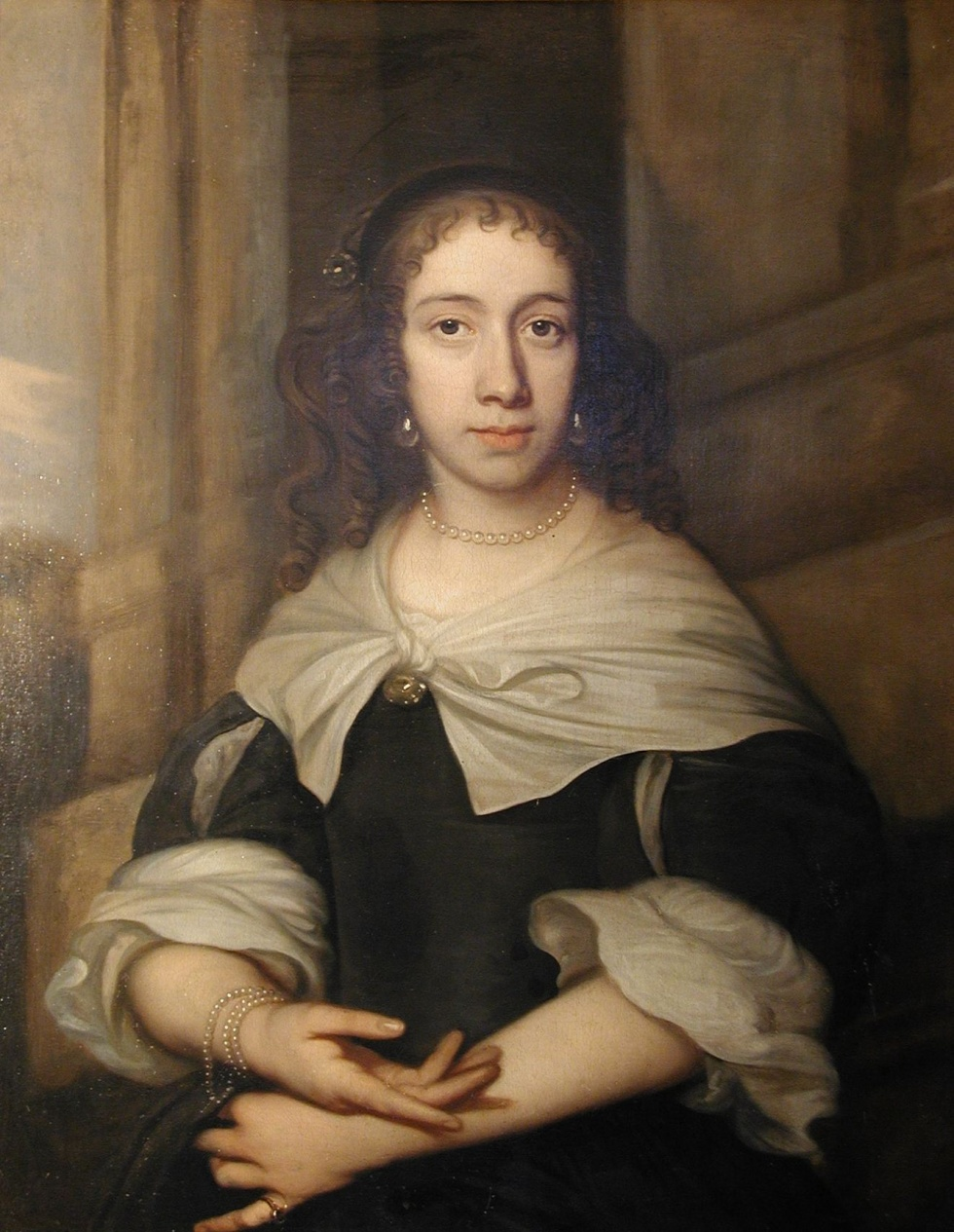
Luísa Henriqueta de Orange-Nassau

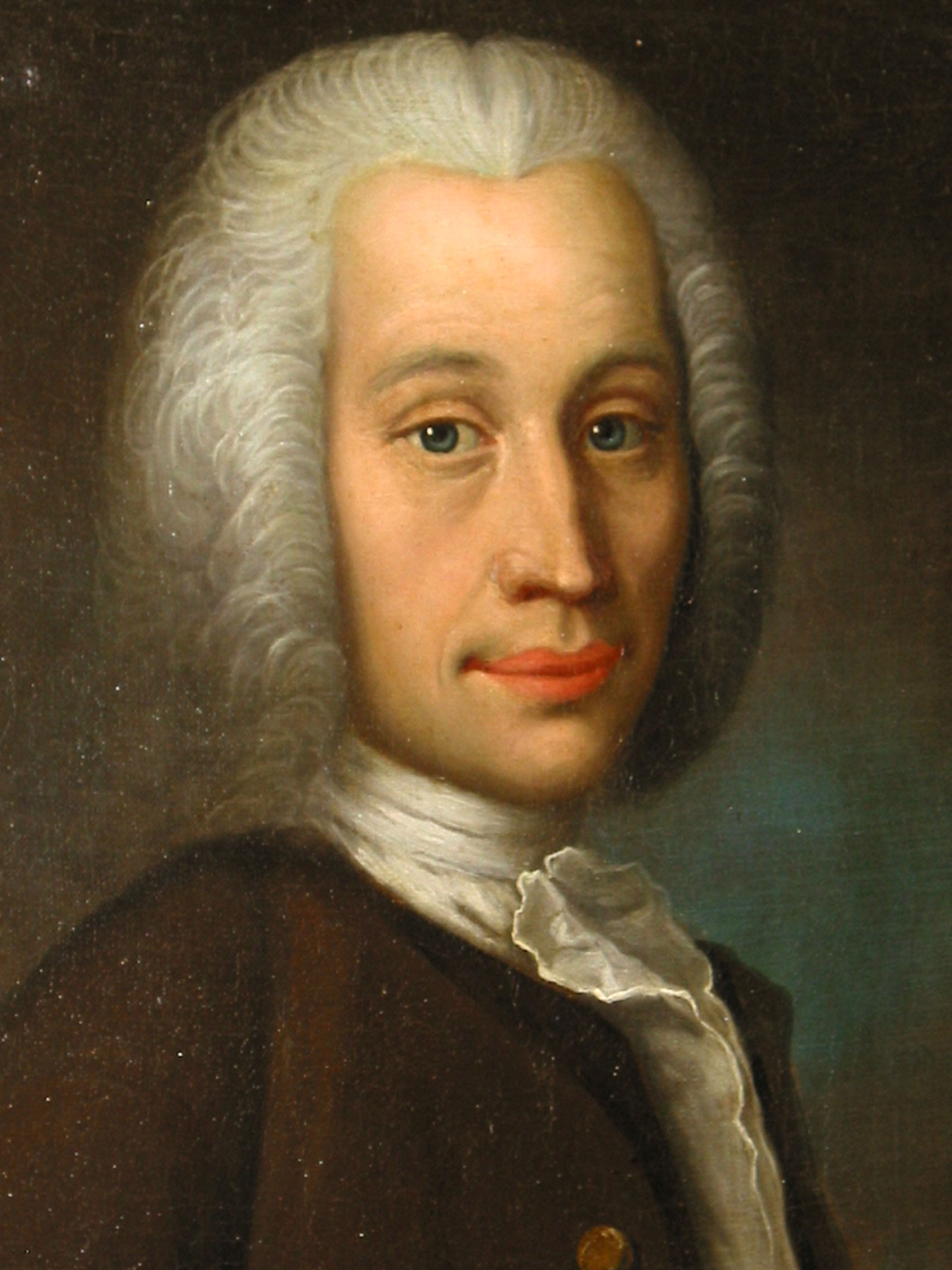
Anders Celsius

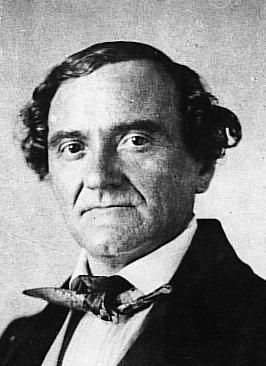
Johann Nestroy

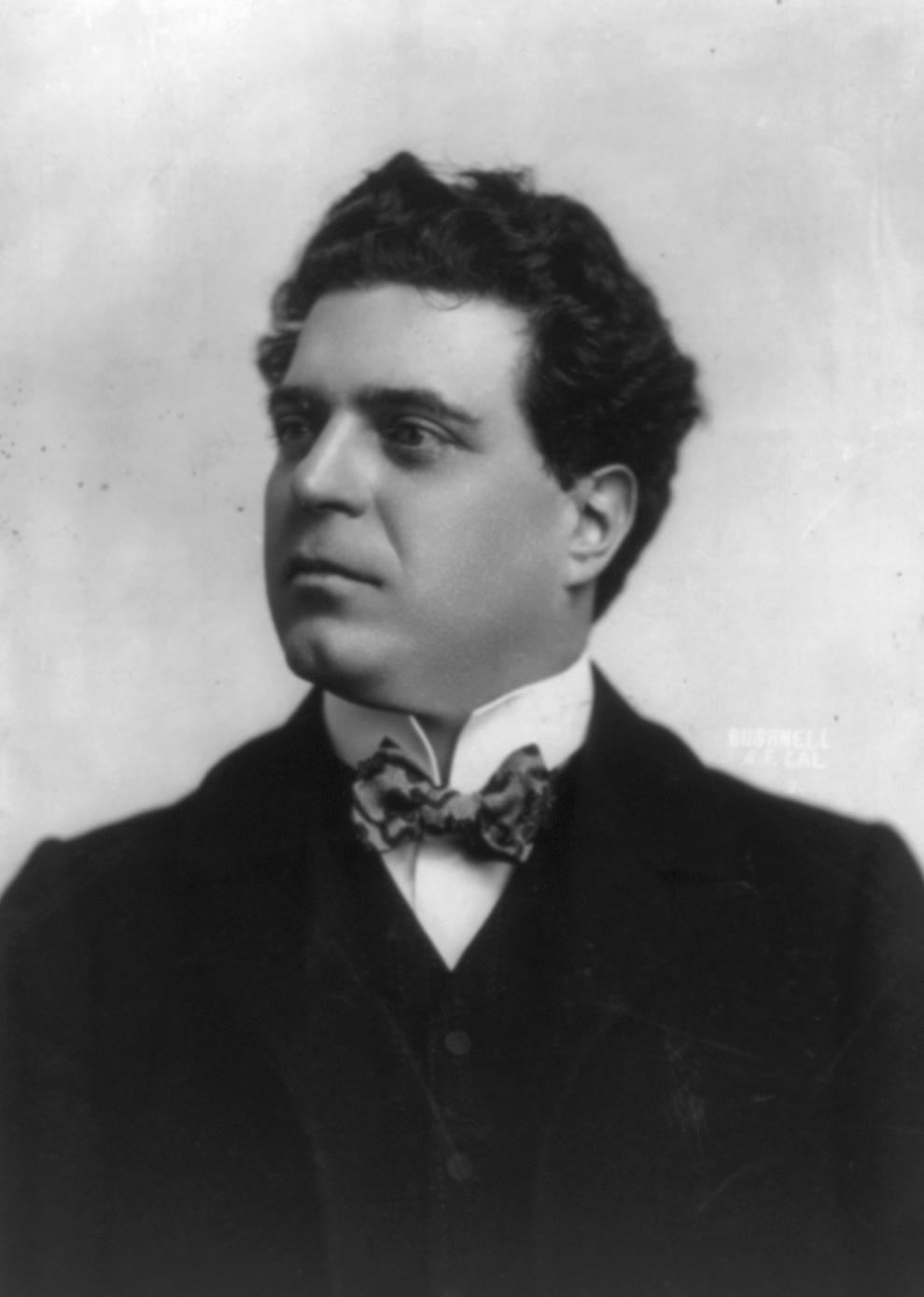
Pietro Mascagni

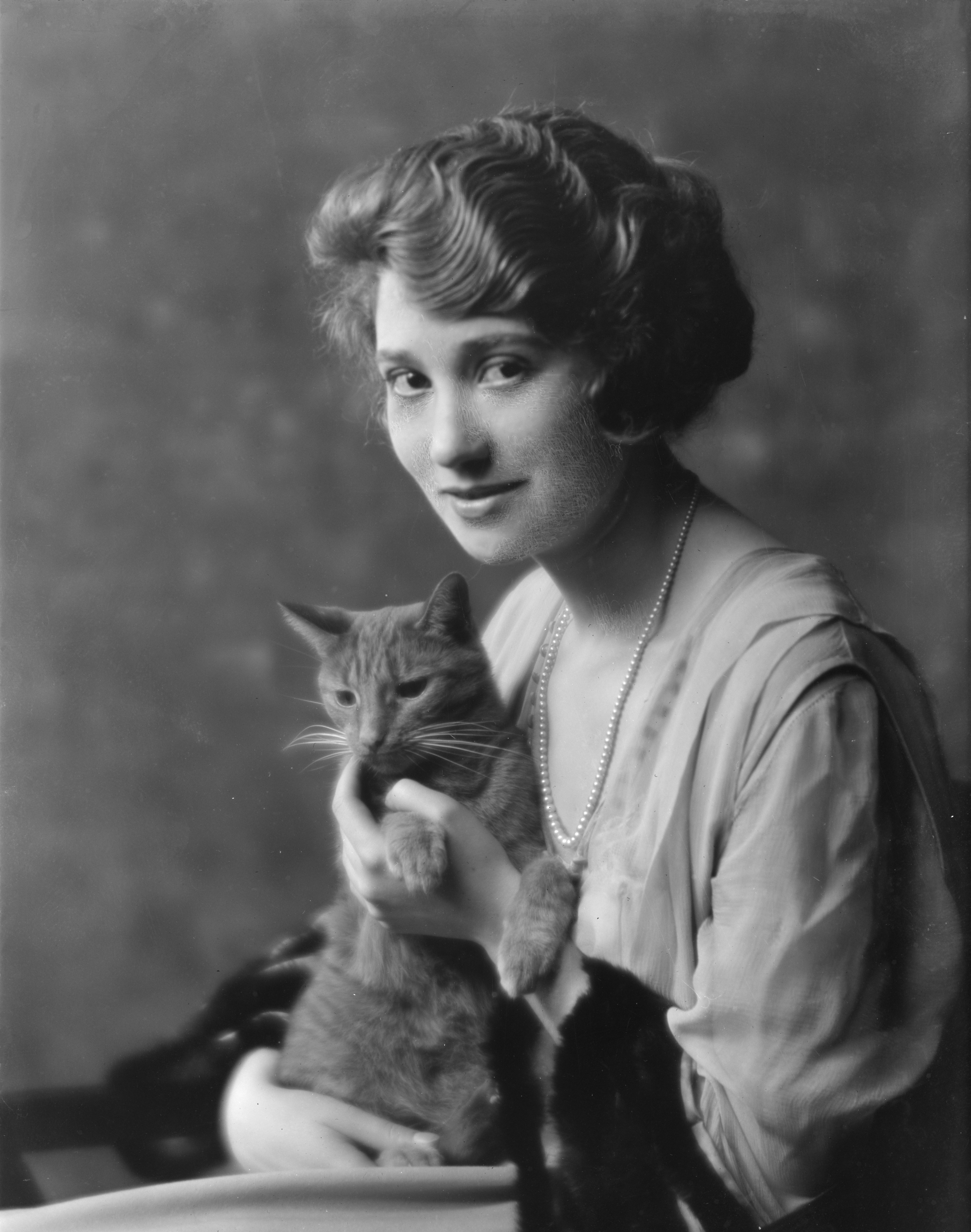
Fay Bainter

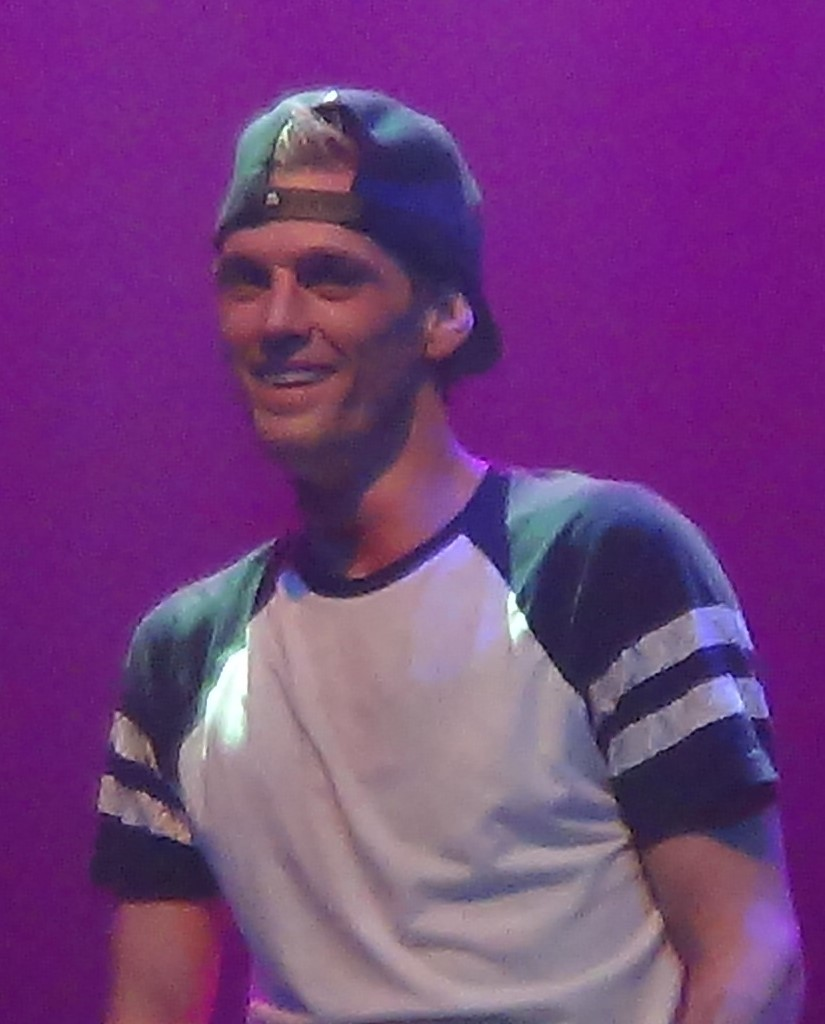
Aaron Carter

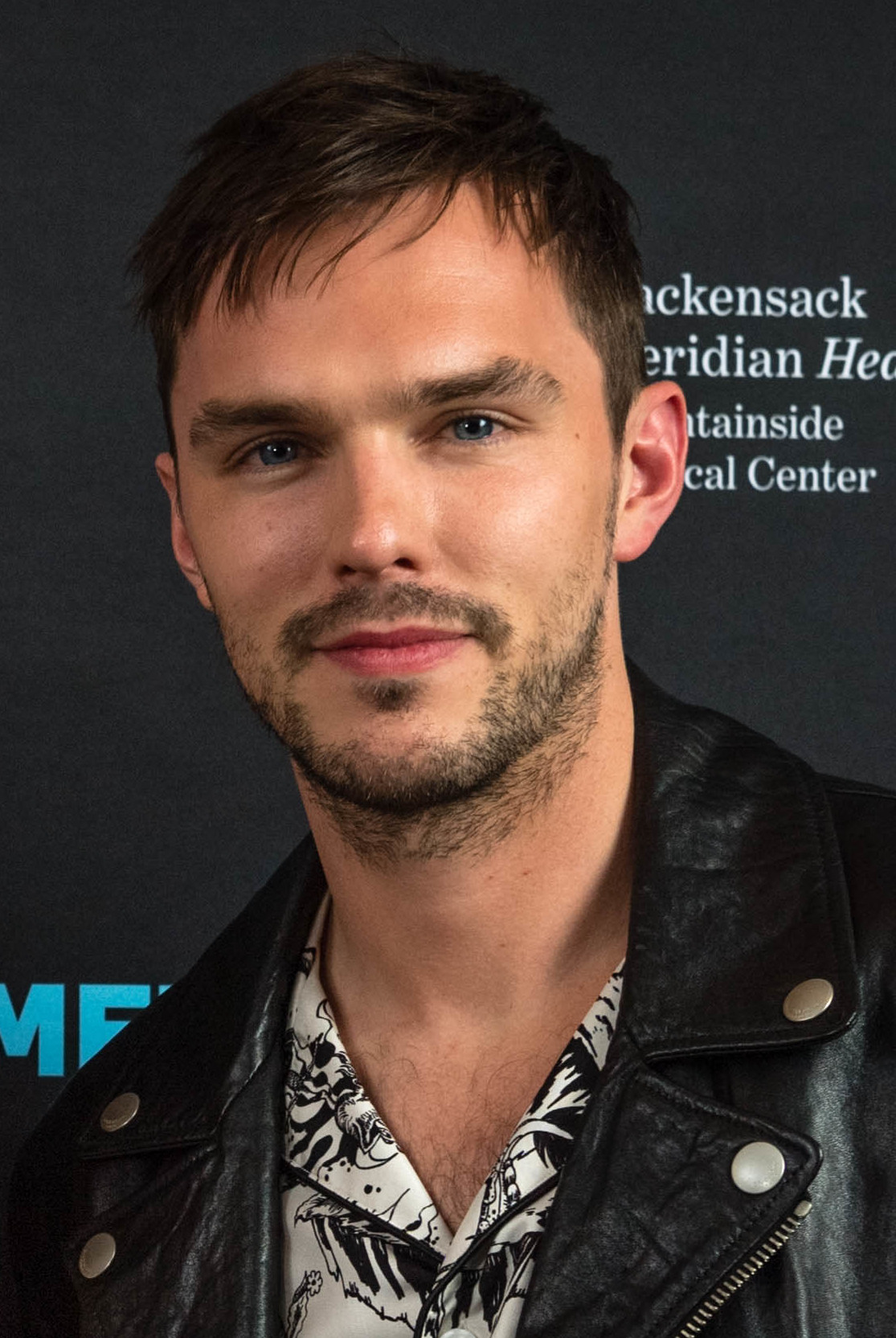
Nicholas Hoult

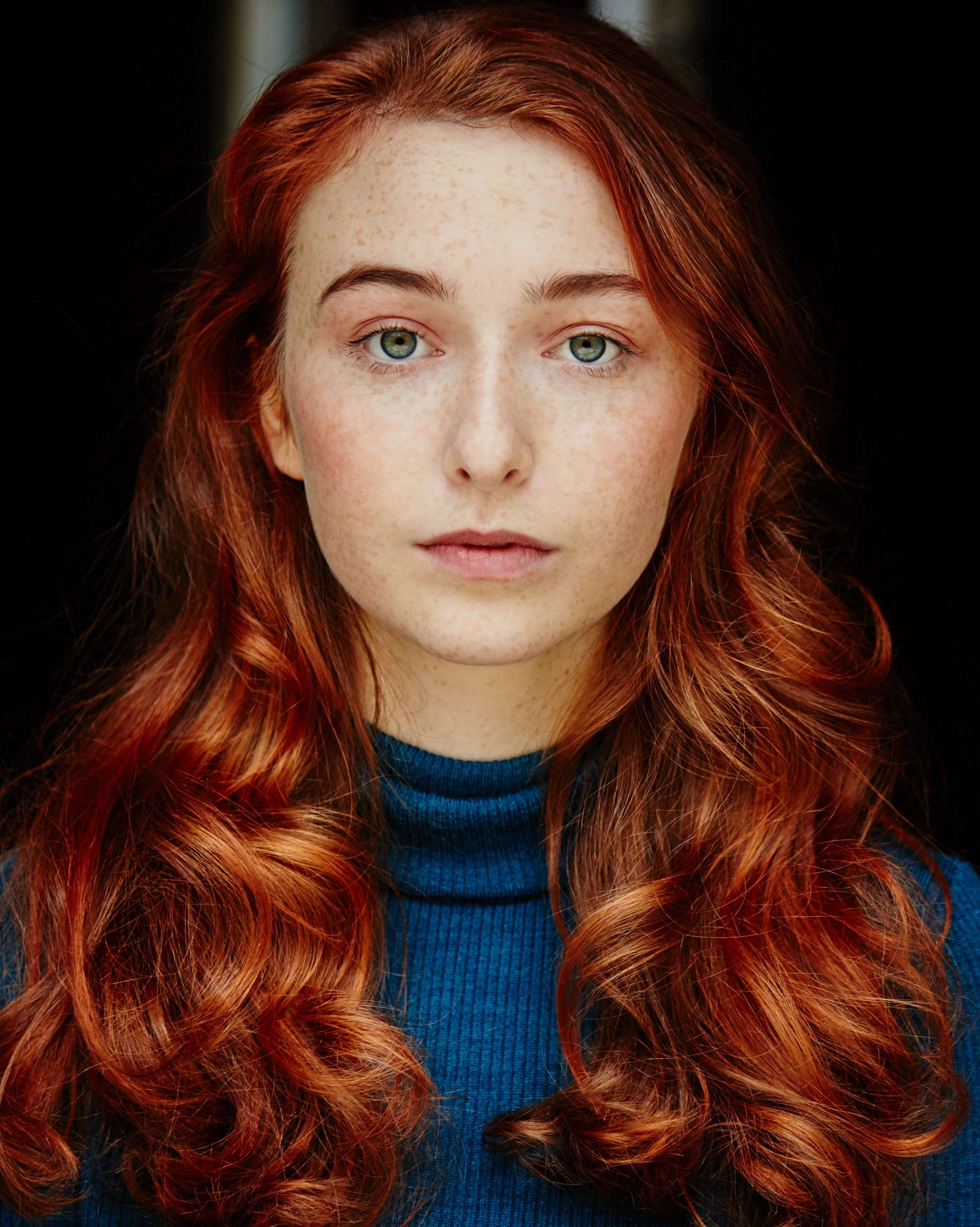
Bethany Whitmore

### Anterior ao século XIX
- 0521 — Columba de Iona, monge irlandês (m. 597).
- 1302 — Azão Visconti, condotiero italiano (m. 1339).
- 1431 — Vlad, o Empalador, Príncipe da Valáquia (m. 1476).
- 1545 — Henrique Stuart, Lorde Darnley (m. 1567).
- 1598 — Gian Lorenzo Bernini, artista italiano (m. 1680).
- 1627 — Luísa Henriqueta de Orange-Nassau (m. 1667).
- 1637 — Bernardo Pasquini, compositor e organista italiano (m. 1710).
- 1701 — Anders Celsius, astrônomo, físico e geofísico sueco (m. 1744).
- 1731 — Abraham Hyacinthe Anquetil-Duperron, orientalista francês (m. 1805).
- 1754 — Richard Valpy, professor britânico (m. 1836).
- 1770 — Christian Rudolph Wilhelm Wiedemann, historiador, médico e escritor alemão (m. 1840).
- 1792 — Abraham Jacob van der Aa, escritor e geógrafo holandês (m. 1857).

### Século XIX
- 1801 — Johann Nestroy, ator e dramaturgo austríaco (m. 1862).
- 1810
  - Theodor Schwann, biólogo alemão (m. 1882).
  - Josef Hyrtl, biólogo e anatomista húngaro-austríaco (m. 1894).
- 1823 — Leopold Kronecker, matemático alemão (m. 1891).
- 1849 — Henry Maxwell Wright, missionário luso-britânico (m. 1931).
- 1855 — Alfredo Elviro dos Santos, sacerdote português (m. 1936).
- 1863
  - Pietro Mascagni, compositor italiano (m. 1945).
  - Felix Calonder, político suíço (m. 1952).
- 1873 — Willa Cather, escritora estadunidense (m. 1947).
- 1893 — Fay Bainter, atriz estadunidense (m. 1968).

### Século XX

#### 1901–1950
- 1904 — Clarence Nash, dublador e cantor norte-americano (m. 1985).
- 1905 — Gerard Kuiper, astrônomo holandês (m. 1973).
- 1910
  - Edmundo Ros, músico trinitário (m. 2011).
  - Duncan McNaughton, atleta canadense (m. 1998).
- 1915 — Eli Wallach, ator norte-americano (m. 2014).
- 1917
  - Hurd Hatfield, ator americano (m. 1998).
  - Ottorino Volonterio, automobilista suíço (m. 2003).
- 1920
  - Manuel Pereira da Silva, escultor português (m. 2003).
  - Fiorenzo Magni, ciclista italiano (m. 2012).
- 1924 — Mário Soares, político português (m. 2017).
- 1925 — Hermano da Silva Ramos, ex-automobilista brasileiro.
- 1927 — José Ivo Lorscheiter, bispo brasileiro (m. 2007).
- 1928 — Noam Chomsky, linguista e cientista político estadunidense.
- 1931 — James Grogan, patinador artístico estadunidense (m. 2000).
- 1932 — Policarpo Paz García, militar hondurenho (m. 2000).
- 1934 — Armando Manzanero, músico e compositor mexicano (m. 2020).
- 1937 — Ary dos Santos, poeta português (m. 1984).
- 1945 — Marion Rung, cantora finlandesa.
- 1947 — Rosemary, cantora brasileira.
- 1948 — Roland Hattenberger, ex-futebolista austríaco.
- 1949 — Tom Waits, instrumentista, compositor, cantor e ator norte-americano.

#### 1951–2000
- 1953 — Xuxa Lopes, atriz brasileira.
- 1954 — Zdzisław Kapka, ex-futebolista polonês.
- 1956 — Larry Joe Bird, ex-jogador e treinador de basquete norte-americano.
- 1960 — Abdellatif Kechiche, ator e cineasta tunisiano.
- 1962
  - Grecia Colmenares, atriz venezuelana.
  - Solange Lackington, atriz chilena.
- 1964 — Roberta Close, atriz brasileira.
- 1965
  - Colin Hendry, ex-futebolista britânico.
  - Jeffrey Wright, ator e produtor cinematográfico norte-americano.
- 1966
  - Shinichi Itoh, motociclista japonês.
  - C. Thomas Howell, ator norte-americano.
- 1967 — Arcelia Ramírez, atriz mexicana.
- 1971
  - Vladimir Akopian, enxadrista armênio.
  - Mauricio Hadad, ex-tenista colombiano.
- 1972 — Tammy Lynn Sytch, wrestler norte-americana.
- 1973 — Damien Rice, cantor irlandês.
- 1974 — Nicole Appleton, cantora e atriz canadense.
- 1976 — Ivan Franceschini, ex-futebolista italiano.
- 1977
  - Delron Buckley, futebolista sul-africano.
  - Dominic Howard, baterista britânico.
  - Pape Sarr, futebolista senegalês.
- 1978
  - Kristofer Hivju, ator, produtor e escritor norueguês.
  - Shiri Appleby, atriz e diretora norte-americana.
- 1979
  - Jennifer Carpenter, atriz norte-americana.
  - Lampros Choutos, futebolista grego.
  - Vicente Sánchez, futebolista uruguaio.
  - Ronaldo Souza, lutador brasileiro de artes marciais mistas e jujitsu.
  - Sara Bareilles, cantora norte-americana.
  - Kon Artis, rapper e produtor musical norte-americano.
- 1980
  - Canindé, futebolista brasileiro.
  - Clemens Fritz, futebolista alemão.
  - John Terry, futebolista britânico.
- 1981
  - Marko Ljubinković, futebolista sérvio.
  - Martin Tomczyk, automobilista alemão.
- 1982 — Jack Huston, ator inglês.
- 1983 — Al Thornton, jogador de basquete norte-americano.
- 1984
  - Manuela do Monte, atriz brasileira.
  - Robert Kubica, automobilista polonês.
- 1985 — Dean Ambrose, wrestler norte-americano.
- 1986
  - Nita Strauss, musicista americana.
  - Thomas Fiss, cantor americano.
- 1987
  - Aaron Carter, cantor estadunidense (m. 2022).
  - Thomas Fiss, músico norte-americano.
- 1988
  - Emily Browning, atriz australiana.
  - Claudia Gadelha, lutadora brasileira de artes marciais mistas.
  - Nathan Adrian, nadador norte-americano.
- 1989
  - Nicholas Hoult, ator britânico.
  - Caleb Landry Jones, ator norte-americano.
- 1990
  - Urszula Radwańska, tenista polonesa.
  - David Goffin, tenista belga.
- 1993
  - Jasmine Villegas, atriz e cantora norte-americana.
  - Clarice França, quadrinista brasileira.
- 1994 — Yuzuru Hanyu, patinador artístico japonês.
- 1998 — Karina Ferrari, atriz e dançarina brasileira.
- 1999 — Bethany Whitmore, atriz australiana.
- 2000
  - Vivien Keszthelyi, piloto de automóveis húngara.
  - Klara Bühl, futebolista alemã.

### Século XXI
- 2001 — Quevedo, cantor espanhol.
- 2002 — Torri Huske, nadadora estadunidense.
- 2003 — Catarina Amália, Princesa de Orange

## Mortes

### Anterior ao século XIX
- 43 a.C. — Cícero, político e orador romano (n. 106 a.C.).
- 0283 — Papa Eutiquiano (n. 240).
- 0983 — Otão II do Sacro Império Romano-Germânico (n. 955).
- 1528 — Margarida da Saxónia, Duquesa de Brunsvique-Luneburgo (n. 1469).
- 1667 — Francisco de Melo e Torres, militar português (n. 1610).
- 1796 — Manuel Lopes Diniz, explorador e colonizador português (n. 1709).

### Século XIX
- 1848 — Martins Pena, dramaturgo e diplomata brasileiro (n. 1815).
- 1894 — Ferdinand de Lesseps, diplomata e empresário francês (n. 1805).

### Século XX
- 1906 — Élie Ducommun, jornalista e pacifista suíço (n. 1833).
- 1927 — Carlos de Laet, jornalista e poeta brasileiro (n. 1847).
- 1947 — Nicholas Murray Butler, pedagogo, filósofo e político americano (n. 1862).
- 1962 — Kirsten Flagstad, soprano norueguesa (n. 1895).
- 1970 — Rube Goldberg, artista plástico, cartunista e escultor estadunidense (n. 1883).
- 1975
  - Beatrix Loughran, patinadora artística estadunidense (n. 1900).
  - Thornton Wilder, escritor estadunidense (n. 1897).
- 1983 — Fanny Cano, atriz mexicana (n. 1944).
- 1990 — Joan Bennett, atriz norte-americana (n. 1910).
- 1993 — Wolfgang Paul, físico alemão (n. 1913).
- 1998 — Martin Rodbell, bioquímico norte-americano (n. 1925).

### Século XXI
- 2005 — Adrian Biddle, diretor de fotografia britânico (n. 1952).
- 2008 — António Alçada Baptista, romancista português (n. 1927).
- 2009 — Mark Ritts, ator norte-americano (n. 1946).
- 2010 — Gus Mercurio, ator americano-australiano (n. 1928).
- 2013 — Édouard Molinaro, ator, produtor, cineasta e roteirista francês (n. 1928).
- 2014 — Ken Weatherwax, ator norte-americano (n. 1955).
- 2016 — Greg Lake, músico britânico (n. 1947).
- 2020
  - Eduardo Galvão, ator brasileiro (n. 1962).
  - Charles Yeager, ás da aviação estadunidense (n. 1923).
- 2022 — Armando González, canoísta espanhol (n. 1931).

## Feriados e eventos cíclicos

### Internacional
- Pearl Harbor Day (aniversário da invasão japonesa) - Data local nos Estados Unidos.
- Dia Internacional da Aviação Civil - Evento internacional criado para homenagear o setor - Comemorado no Brasil e Portugal.

### Brasil
- Dia do Cirurgião Plástico
- Dia Nacional da Silvicultura
- Dia Nacional da Assistência Social
- Aniversário de Mongaguá, São Paulo
- Aniversário de Sapucaia, Rio de Janeiro

### Cristianismo
- Ambrósio de Mediolano

## Outros calendários
- No calendário romano era o 7.º dia (VII) antes dos idos de  dezembro.
- No calendário litúrgico tem a letra dominical E para o dia da semana.
- No calendário gregoriano a epacta do dia é xiv.